# Escut de Geòrgia
L'escut de Geòrgia, adoptat oficialment l'1 d'octubre del 2004, està basat parcialment en les armories medievals de la casa reial georgiana dels Bagrationi.
És de gules, amb una imatge de sant Jordi dalt del cavall matant el drac amb la llança, tot d'argent, amb el sant nimbat d'or. Com a suport, dos lleons farisaics afrontats d'or damunt uns pàmpols de vinya, i timbrat amb la corona reial d'Ibèria. A la base, una cinta d'argent amb el lema nacional en georgià: ძალა ერთობაშია (Dzala Ertobashia, 'La unió fa la força'), amb una creu patent de gules a cada extrem, com les de la bandera estatal.

## Escuts usats anteriorment

### Abans de 1801
La major part dels escuts utilitzats foren les armes dels Bagrationi, que deien descendir del rei David i incloïen elements com la lira i la fona o bé la Santa Túnica.

### 1801-1917
Abans de 1917, quan Geòrgia era part de l'Imperi Rus, les armes georgianes apareixien dins l'escut imperial rus com a part de l'escut caucasià, on a l'escussó central figurava sant Jordi matant el drac.

### 1918-1921 i 1991-2004

Escut de Geòrgia, 1918-1921 i 1991-2004

La República Democràtica de Geòrgia (1918-1921) va adoptar un escut circular amb la imatge de sant Jordi, patró de Geòrgia, acompanyat del sol, la lluna i cinc estrelles i envoltat d'una bordura en forma d'estrella de sis puntes carregada d'un dibuix intricat de tipus tradicional. L'antic escut de la República Democràtica fou reintroduït per la nova República de Geòrgia postsoviètica el 1991, fins que fou substituït per l'actual el 2004.

### 1921-1991

Escut de la Geòrgia soviètica

L'escut de la República Socialista Soviètica de Geòrgia, també de forma circular, presentava els símbols comunistes de l'estrella roja i la falç i el martell, a més d'elements propis de l'agricultura i el paisatge georgians, com la vinya i el blat o les muntanyes del Caucas. Tot voltat del lema nacional soviètic, «Proletaris d'arreu del món, uniu-vos!», escrit en georgià i en rus, i d'una bordura exterior amb motius tradicionals.